# 科爾米夫
50°26′38″N 25°0′50″E / 50.44389°N 25.01389°E
科爾米夫（烏克蘭語：Колмів），是烏克蘭的村落，位於該國西部沃倫州，由盧茨克區負責管轄，始建於1545年，面積0.65平方公里，海拔高度205米，2001年人口263，人口密度每平方公里405.86人。